# Station Palmers Green
Palmers Green is een spoorwegstation van National Rail in Enfield in Engeland. Het station is eigendom van Network Rail en wordt beheerd door Govia Thameslink Railway. 

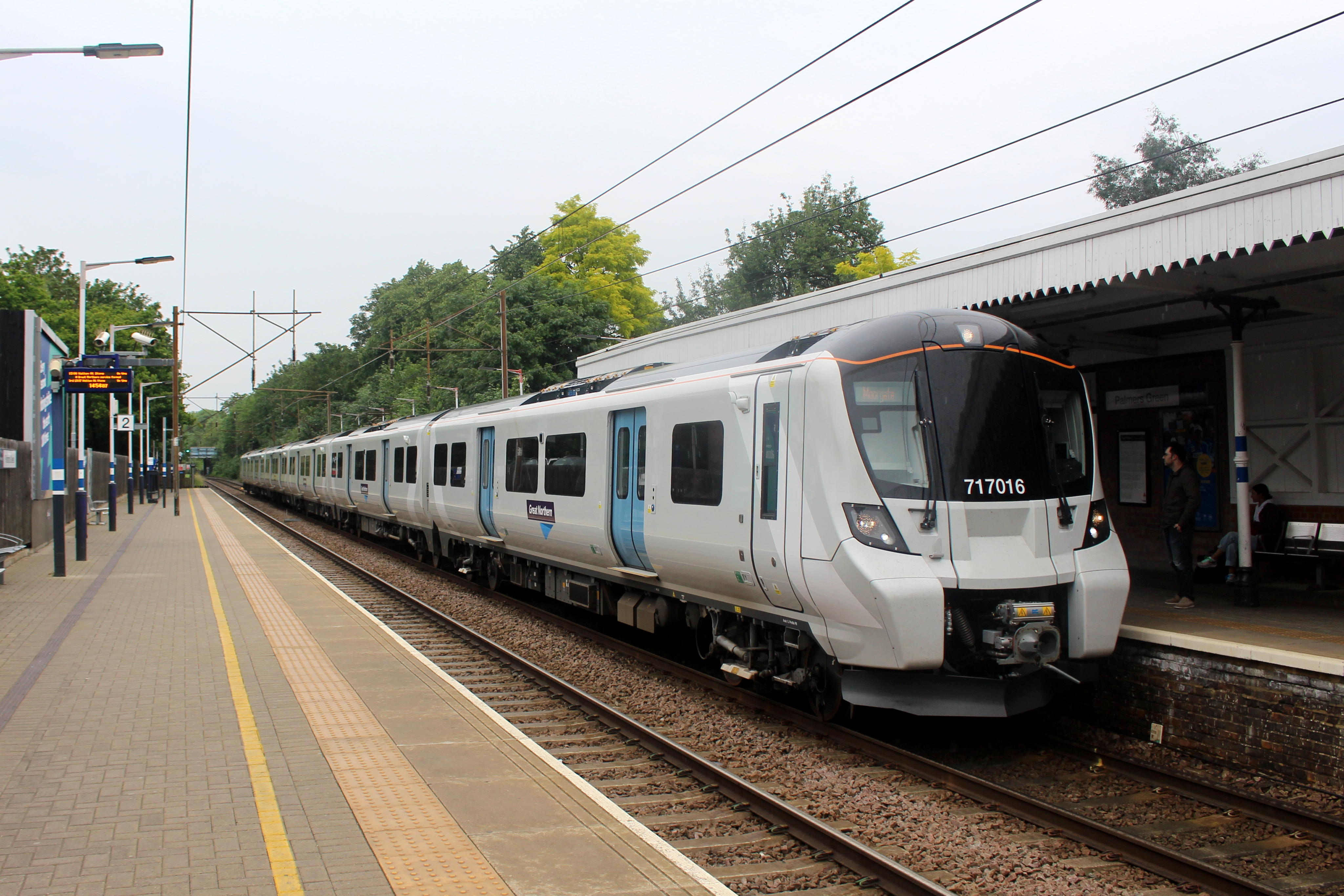
Class 717 Desito City